# راندي دين
راندي دين (بالإنجليزية: Randy Dean)‏ هو لاعب كرة قدم أمريكية أمريكي، ولد في 10 يونيو 1955 في ميلواكي في الولايات المتحدة.

## وصلات خارجية
- راندي دين على موقع كلية كرة السلة في سبورتس رفرنس.كوم (الإنجليزية)
- راندي دين على موقع مرجع كرة القدم المحترفة.كوم (الإنجليزية)
- راندي دين على موقع أوليمبيديا (الإنجليزية)